# Ава (ураган, 1973)
Ураган «Ава» (англ. Hurricane Ava) — ранній ураган 5 категорії у північно-східній частині Тихого океану. Разом з ураганом «Йоке» п'ятий найсильніший тихоокеанський ураган в історії. Це перший названий шторм у тихоокеанському сезоні ураганів 1973 року. Центральний тиск зробив його найсильнішим тихоокеанським ураганом на той час. Незважаючи на його інтенсивність, ураган залишився в морі без істотного впливу.
Ураган досконало дослідили провели вимірювання та розвідку які були доступні на той час. Проведено розвідувальні польоти та перевірено метеорологічне обладнання. Ураган також сфотографували з космосу супутники та астронавти Скайлаб.

## Метеорологічна історія

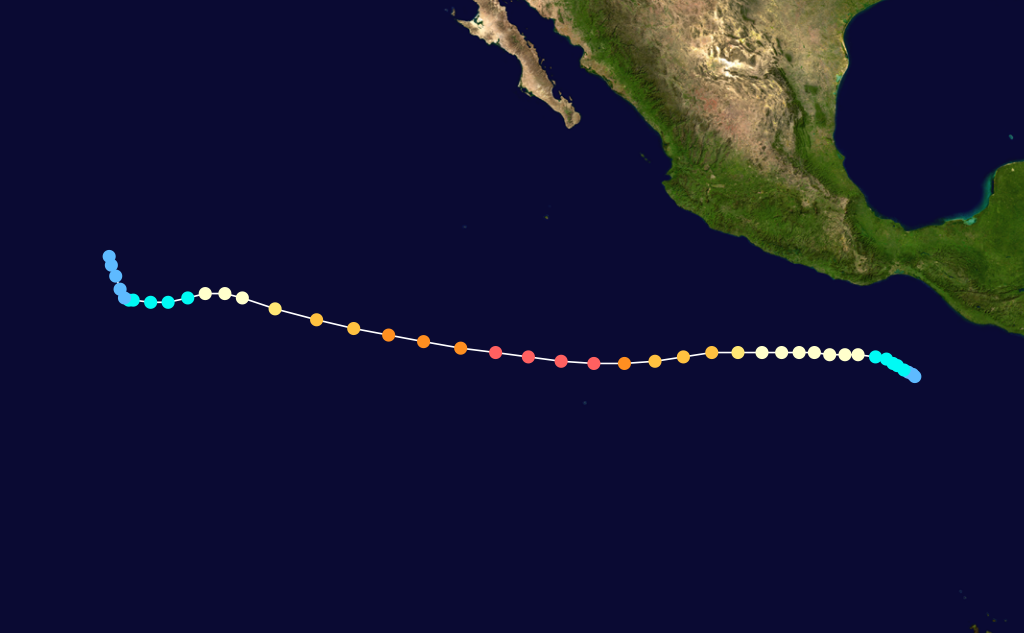
Карта шляху і інтенсивності Урагану Ава за шкалою Саффіра–Сімпсона

2 червня 1973 року зона низького тиску утворилася приблизно в 250 милях (400 км) на південь від Саліна-Крус, Оахака. Він був майже нерухомо, і став тропічним штормом пізно того ж дня, ставши першим названим штормом тихоокеанського сезону ураганів 1973 року. Потім «Ава» повільно рухалася на захід від Мексики і 3 червня стала ураганом. «Ава» стала великим ураганом у другій половині дня 5 червня. Наступного дня розвідувальний політ ВПС Сполучених Штатів заміряв швидкість вітру 150 миль на годину ( 240 кілометрів на годину) і центральний тиск 915 мілібар (27,0 дюймів ртутного стовпа). Ці вимірювання зробили ураган «Ава» найсильнішим штормом сезону.
На піку Ава мав швидкість вітру 260 км/год. Ці вітри зробили шторм ураганом 5 категорії за шкалою ураганів Саффіра-Сімпсона (SSHS), найвищою категорією за шкалою, і першим ураганом категорії 5 з сезону 1959 року. Ава також була ураганом із швидкістю вітру, що швидко зростала, чим ближче до ока, скільки вимірювали. На відстані 4 милі (6,4 км) швидкість вітру зросла з 70 до 158 миль на годину (113-254 км/год), а на половині цієї відстані вони зросли зі 105 до 158 миль на годину (169-254 км/год). Показник 915 мбар (27,0 дюймів рт. ст.) був приблизно на 100 мбар (3,0 дюймів рт. ст.) нижчим, ніж в навколишньому середовищі далеко від шторму.
Після свого піку Ava почала слабшати 7 червня, продовжуючи свій шлях на захід. Його швидкість вітру була 140 миль/год (225 км/год) 7 червня і 115 миль/год (185 км/год) наступного дня. Це вже не був сильний ураган після того, як 9 червня швидкість його вітру впала до 105 миль/год (169 км/год). Пізніше того ж дня він послабшав до тропічного шторму. Потім 11 червня вона ослабла до тропічної депресії. Потім система повернула на північ і розсіялася 12 червня. Потім її залишки потрапили в пасати у вигляді тропічної хвилі.

## Прогнозування та спостереження

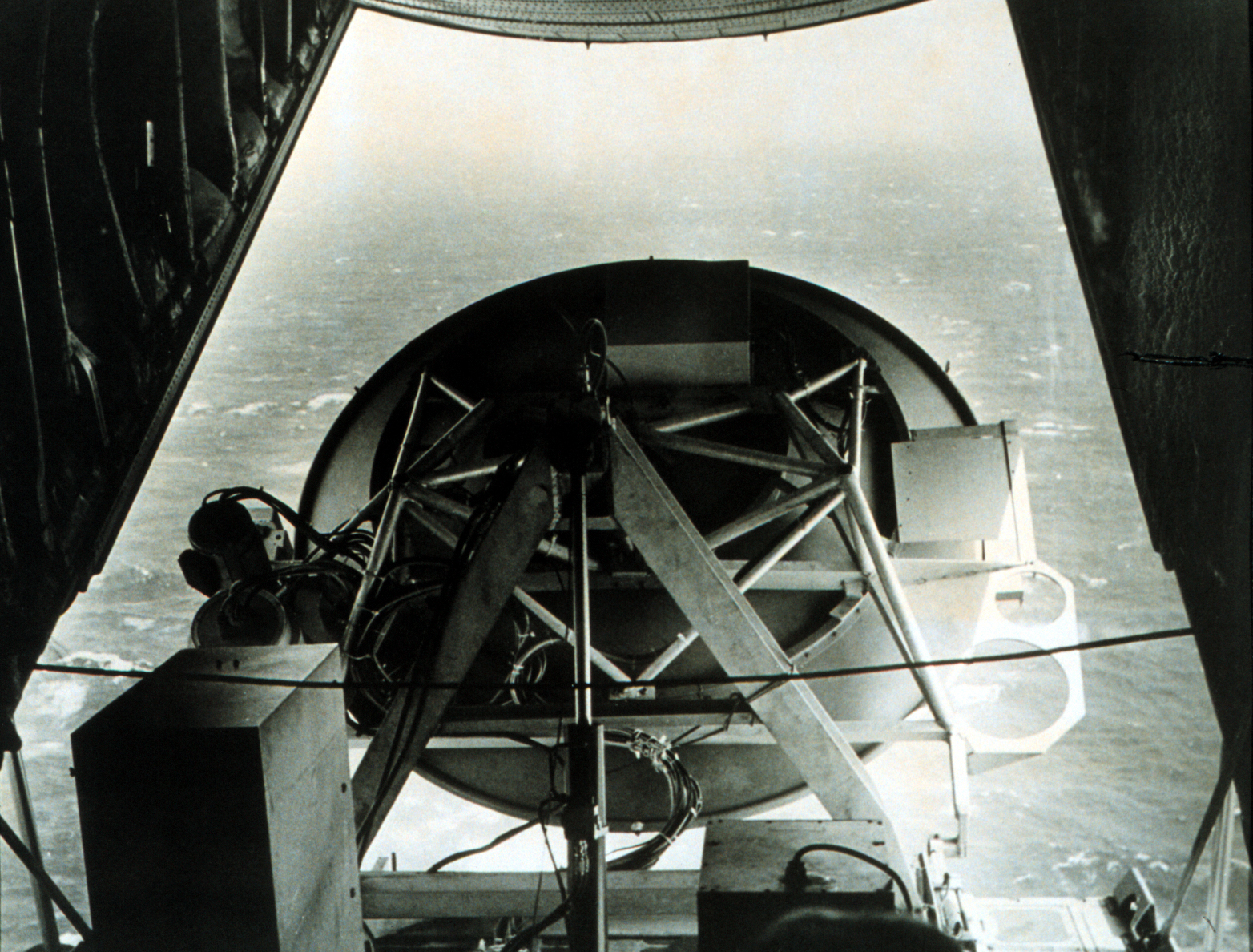
Радар під час розвідувального польоту

З точки зору того, наскільки добре було прогнозовано, Aвк мала найбільшу помилку серед усіх циклонів протягом сезону. Ця помилка в 14° через п’ять днів була в основному пов’язана з поворотом на північ, коли це була западина, яка слабшала.
Кілька днів Ава була прямо під Скайлебом під час його першої пілотованої місії. Астронавти отримали фотографії урагану, який був достатньо великим, щоб пілот-науковець Джозеф Кервін описав його як «величезну спіраль», яка була достатньо великою, щоб домінувати над вікном космічної станції та запобігати будь-чому іншому бачив. Астронавти також надали супутникові дані через датчики Earth Resources Experiment Package. Скайлаб також використовував у системі скаттерометр. На жаль, дані скаттерометра Скайлаб було важче використовувати, ніж зазвичай, оскільки вони були погіршені.
Ава також була під метеорологічними супутниками NOAA-2 і Nimbus 5. NOAA-2 надав фотографії, які були використані для оцінки максимальної швидкості вітру Ави. Супутникові зображення були корисними протягом усього існування циклону, як і звіти про вітри з трьох кораблів, коли Ава була тропічним штормом. Nimbus 5 мав радіометр з електричним скануванням та інфрачервоний радіометр температури та вологості. Обидва були використані для вивчення циклону. Основними даними, наданими THIR, були дані про температуру хмар. Основні дані ESMR стосувалися кількості, щільності та розподілу опадів. Спостереження також дали підтвердження того, що хмари, які не дуже вертикально розвинені, можуть викликати опади.
Літаки-розвідники також дослідили ураган «Ава». Це був перший тихоокеанський ураган, через який пролітали літаки Національного управління океанографії та атмосфери, але не літаки інших агентств. Кораблі NOAA були завантажені датчиками та вимірювали висоту хвиль, що досягала 40 футів (12 метрів) за допомогою радарної системи та лазерного висотоміра. Це був перший раз, коли умови моря в тропічному циклоні були виміряні таким чином. Літаки ВПС Сполучених Штатів вимірювали центральний тиск, температуру повітря та вологість в очному тиску за допомогою зондів. Збір даних як з космосу, так і з повітря був зроблений для того, щоб дозволити порівняння. У сукупності всі ці вимірювання зробили ураган «Ава» найкраще виміряним північно-східним тихоокеанським тропічним циклоном на той час.

## Вплив та рекорди
Ураган "Ава" залишився в морі. Отже, ніхто не загинув і не було повідомлень про збитки. Однак, коли це був нещодавно названий тропічний шторм, Aвк справді спричинив тривалий вітер із меншою силою шторму для кораблів під назвами Joseph Lykes, Hoegh Trotter і Volnay. Крім того, 9 і 10 червня великі океанські хвилі через ураган, створили небезпечний прибій і сильні хвилі на пляжах Південної Каліфорнії. Ці хвилі досягали висоти до 9 футів (2,7 м) на пляжі Ньюпорт-Біч, 6 футів (6 футів). 1,8 м) на Лонг-Біч і 8 футів (2,4 м) на Сіл-Біч. Ці хвилі зробили пляжі більш небезпечними, в результаті чого кількість рятувальників на пляжах Південної Каліфорнії збільшилася вдвічі-втричі. На Seal Beach і Newport Beach рятувальники здійснили 35 і 75 порятунків відповідно.
Коли він був активним, ураган «Ава» встановив багато рекордів. Кілька з них були поюиті, але Ава все ще тримає кілька. 7 червня 1973 року «Ава» перестала бути ураганом 5 категорії. Емілія (1994) досягла інтенсивності 5 категорії 19 липня 1994 року. Цей проміжок у 7712 днів, який почав Ава і закінчився Емілія, є найдовшим часом між послідовними ураганами 5 категорії у північно-східній частині Тихого океану та будь-де в усьому світі в зареєстрованій історії. Коли 24 липня, також у 1994 році, ураган «Гілма» досяг потужності 5 категорії, це стало найкоротшим зафіксованим розривом між тихоокеанськими ураганами 5 категорії. Ава також була ураганом 5 категорії рівно 24 години; рекорд на той час. Ураган Джон побив цей  рекорд в сезоні 1994 року, а урагани Лінда та Йоке також тривали довше. Крім того, Aва є найсильнішим червневим тропічним циклоном у західній півкулі на північ від екватора. 
Представник Національної метеорологічної служби США сказав, що «Ава тримала вітер приблизно в 180 вузлів з деякими поривами в 200 вузлів, коли вона була на піку». Однак офіційний файл даних «Найкращий трек» і сезонний підсумок у Щомісячному огляді погоди суперечать цьому звіту та дають максимальну швидкість вітру 140 вузлів. Якби вітри Ави були такими сильними, вони були б одними з найсильніших, коли-небудь зареєстрованих у тропічних циклонах. Як і будь-яке повідомлення про такий сильний вітер, воно викликає підозру. If Ava's winds were that high, they would one of the highest ever reported in a tropical cyclone anywhere. Like any report of winds that high it is suspect.
На той час мінімальний відомий тиск урагану «Ава» у 915 мбар (27,0 дюймів рт. ст.) був найнижчим із відомих у його басейні, що робило «Ава» найсильнішим тихоокеанським ураганом. Зараз Ава займає п’яте місце за інтенсивністю разом із ураганом Йоке, оскільки урагани Патрісія, Лінда, Рік і Кенна зафіксували нижчий тиск. Однак тиск Лінди та Ріка було оцінено лише за супутниковими знімками, тому Ава утримувала рекорд найнижчого виміряного тиску, поки Кенна не перевершила його в 2002 році. Однак метеорологічні дані для східної північної частини Тихого океану ненадійні. тому що геостаціонарне супутникове спостереження не почалося до 1966 року. Запис тиску урагану сам по собі неповний; Ава належала лише до 4 категорії, коли було виміряно тиск у 915 мбар (27,0 дюймів ртутного стовпа), і єдине значення, отримане за період, коли він був ураганом 5 категорії, становить 928 мбар (27,4 дюймів рт. ст.). Ці два фактори означають, що найнижчий тиск Ави може бути нижче 915 мбар (27,0 дюймів рт. ст.), і що можуть існувати інші циклони, сильніші за Аву.